# 156939 Odegard
156939 Odegard è un asteroide della fascia principale. Scoperto nel 2003, presenta un'orbita caratterizzata da un semiasse maggiore pari a 2,5239067 UA e da un'eccentricità di 0,1767826, inclinata di 11,29203° rispetto all'eclittica.